# The Love Album (Westlife)
The Love Album è un album di cover, inciso dalla band irlandese Westlife nel 2006 su etichetta Sony BMG.
Nell'album, i Westlife reinterpretano brani famosi del passato, quali  You Are So Beautiful  di Billy Preston,  Easy  dei Commodores,  Total Eclipse of the Heart  di Bonnie Tyler,  All Out of Love  (cantata assieme alla cantante australiana Delta Goodrem) degli Air Supply, ecc. Nell'edizione giapponese dell'album, sono stati aggiunti anche i brani Solitaire e  Nothing's Gonna Change My Love for You  (canzone di George Benson del 1984, portata poi al successo da Glenn Medeiros nel 1987)
L'album raggiunse il primo posto nelle classifiche di vendite di vari Paesi (Corea del Sud, Irlanda, Israele, Norvegia e Regno Unito) ed ottenuto per ben 26 volte il disco di platino (10 volte in Irlanda; 4 in Norvegia; 3 nelle Filippine, nel Regno Unito e in Nuova Zelanda; 1 nella classifica europea, in Corea del Sud e Australia) e un disco d'oro (Svezia).

## Tracce
1. The Rose (Amanda McBroom)  3:39
2. Total Eclipse of the Heart   (Jim Steinman)  6:57
3. All Out of Love  (con Delta Goodrem)	 (Graham Russell – Russell Hitchcock – Clive Davis)  3:44
4. You Light Up My Life  (Joe Brooks)  3:27
5. Easy   (Lionel Richie)  4:26
6. You Are So Beautiful (To Me)   (Billy Preston – Dennis Wilson – Bruce Fisher  3:03
7. Have You Ever Been in Love  (Andy Hill – Peter Sinfield – John Danter) 3:41
8. Love Can Build a Bridge  (John Barlow Jarvis – Naomi Judd –Paul Overstreet)  3:55
9. The Dance  (Anthony Arata) 	3:58
10. All or Nothing  (Wayne Anthony Hector, Steven McCutcheon) 	3:56
11. You've Lost That Loving Feeling (Phil Spector – Barry Mann – Cynthia Weil)  3:25

### Bonus Tracks (Edizione per il Giappone)
1. Solitaire
2. Nothing's Gonna Change My Love for You

## Classifiche, Vendite & Premi
| Paese         | Posizione massima | Vendite    | Premio              |
| ------------- | ----------------- | ---------- | ------------------- |
| Europa        | 5                 | 1,200,000+ | Disco di platino    |
| Irlanda       | 1                 | 150,000+   | 10xDisco di platino |
| Israele       | 1                 |            | -                   |
| Norvegia      | 1                 |            | -                   |
| Filippine     | 1                 | 60,000+    | 3xDisco di platino  |
| Corea del Sud | 1                 | 40,000+    | Disco di platino    |
| Regno Unito   | 1                 | 1,000,000+ | 3xDisco di platino  |
| Nuova Zelanda | 2                 | 50,000+    | 3xPlatinum          |
| Svezia        | 3                 | 30,000+    | Disco d'oro         |
| Argentina     | 5                 |            |                     |
| Cina          | 5                 |            | -                   |
| Hong Kong     | 5                 |            | -                   |
| Cipro         | 8                 |            | -                   |
| Australia     | 11                | 70,000+    | Disco di platino    |
| Germania      | 34                |            | -                   |
| Paesi Bassi   | 49                |            | -                   |
| Svizzera      | 27                |            | -                   |
| Austria       | 49                |            | -                   |